# Central nuclear de Calvert Cliffs

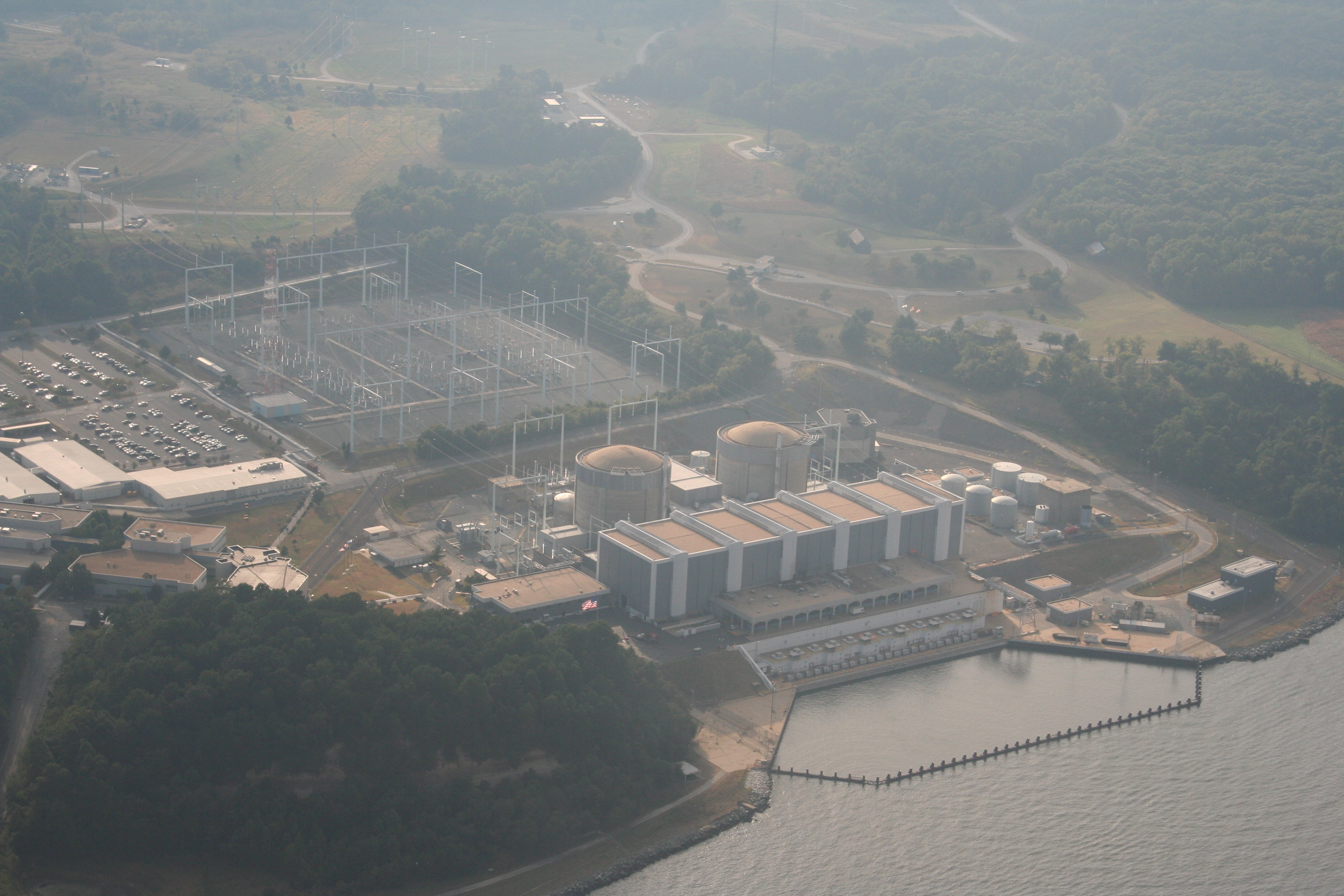
La central nuclear de Calvert Cliffs.

La central nuclear de Calvert Cliffs está situada en la bahía Chesapeake en Lusby, Calvert County, Maryland. La planta tiene dos reactores de agua a presión.
En el 2000, la Nuclear Regulatory Commission prorrogó el permiso de la planta para 20 años más, convirtiendo a Calvert Cliffs la primera planta nuclear en los Estados Unidos que recibía una prórroga de estas características. La planta recibió la visita del Presidente George W. Bush en junio de 2005, siendo la primera vez que un presidente visitaba una planta de energía nuclear en cerca de tres décadas.
Constellation Energy, propietaria de Calvert Cliffs, tiene intención de construir un nuevo reactor nuclear bien en el mismo emplazamiento o bien en Nine Mile Point.

## Información varia
El agua que rodea la planta (véase la parte inferior a la derecha y al centro de la fotografía) es un lugar muy popular para la pesca con caña. La planta toma agua (de un área vallada) para refrigerar los reactores. Todos los peces que se absorben son bombeados a fuera a gran velocidad por lo que el lugar es normalmente muy bueno para la pesca del róbalo rayado o pez azul. No obstante, es un lugar peligroso ya que el agua vuelve muy rápidamente y crea una especie de corrientes que pueden arrastrar una embarcación hacia las rocas. Por tanto, se recomienda no pescar en este lugar a menos que se cuente con un capitán experimentando en la navegación.